# Groenen en de Linkse Partij van de Toekomst
Groenen en de Linkse Partij van de Toekomst (Turks: Yeşiller ve Sol Gelecek Partisi) is een Turkse links-libertaire en een groen liberale partij uit Turkije. Groenen en de Linkse Partij van de Toekomst werd opgericht op 25 november 2012 als een fusie van de Groenen en de Gelijkheid en Democratische Partij. Prominente leden zijn onder andere Ufuk Uras, voormalig voorzitter van de Vrijheid en Solidariteit partij. 
Hun symbool bestaat uit een boom waarvan de paarse stam een menselijke figuur vormt, de kroon bestaat uit losse groene bladeren en de gele zon vormt het hoofd van de menselijke figuur in het midden van de kroon. Hun medevoorzitters zijn Çiğdem Kılıçgün Uçar en İbrahim Akın. 

## Geschiedenis
De YSP, die vroeger de Yeşiller ve Sol Gelecek Partisi (Groene en Linkse Toekomstpartij) heette, is op 25 november 2012 opgericht door een fusie van de Eşitlik ve Demokrasi Partisi (Gelijkheid en Democratie Partij) en de Yeşiller Partisi (Groene Partij). Zij omschrijft zichzelf als een groene partij met links-liberale ideeën.
In 2014 steunde de partij Selahattin Demirtaş als presidentskandidaat bij de Turkse presidentsverkiezingen van 2014. Ook steunden ze de HDP bij de parlementsverkiezingen van juni 2015.
Op het Tweede Gewone Partijcongres van 2 april 2016 veranderde de partij haar naam in Yeşil Sol Partisi (YSP). Het huidige partijlogo is te danken aan het besluit dat werd genomen op het Tweede Buitengewone Congres van 16 oktober 2022. Selahattin Demirtaş stelde later voor dat bij een eventueel verbod op de HDP alle kandidaten van de HDP-parlementsfractie zich bij de parlementsverkiezingen van 2023 kandidaat zouden stellen in naam van de YSP.
Met het besluit van 24 maart 2023 hebben de HDP, de Emekçi Hareket Partisi (Arbeiders Beweging Partij) en de Toplumsal Özgürlük Partisi (Sociale Vrijheid Partij) besloten zich voor de presidents- en parlementsverkiezingen verenigd op de YSP lijsten kandidaat te stellen. Dit om de Millet İttifakı (Alliantie van de Natie) alliantie van oppositieleider Kemal Kilicdaroglu te versterken. De YSP staat daarom in de penning als belangrijke partij voor de presidentsverkiezingen van 2023.